# カナレ電気
カナレ電気株式会社（カナレでんき、英: Canare Electric Co., Ltd. ）は、神奈川県横浜市に本社を置く放送・通信用ケーブル（マルチケーブルなど）、コネクタを製造・販売する企業である。

## 概要
社名は、創業の地である名古屋市の郊外に流れる香流川と運河を意味するCANALから名付けられた。

## 沿革
- 1970年 - 名古屋市北区に創業。
- 1974年 - カナレ電気株式会社設立。
- 1983年 - Canare Corporation of Americaを設立。
- 1999年 - Canare Corporation of Koreaを設立。
- 2000年 - ISO 9001の認証取得。
- 2001年 - Canare Corporation of Taiwanを設立。
- 2003年 - Canare Electric (Shanghai) Co.,Ltd.を設立。
- 2004年 - Canare Electric Corporation of Tianjinを設立。
- 2004年 - ISO 14001の認証取得。
- 2006年 - 東京証券取引所、名古屋証券取引所各2部上場。
- 2007年 - 東京証券取引所、名古屋証券取引所各1部指定替え。
- 2008年 - Canare Singapore Private Ltd.を設立。
- 2009年 - 本店所在地を愛知県愛知郡長久手町から愛知県日進市へ移転。
- 2010年 - 名古屋証券取引所上場廃止。
- 2015年 - Canare Electric India Private Ltd.を設立。
- 2016年 - Canare Europe GmbHを設立。
- 2017年 - Canare Middle East FZCOを設立。
- 2020年 - 創業50年を迎える。
- 2022年 - 東京証券取引所の市場区分の見直しに伴い、第1部からスタンダード市場に移行。

## 本社・事業所
新横浜本社
神奈川県横浜市港北区新横浜3-19-1 LIVMOライジングビル5F
名古屋本社（本店）
愛知県日進市藤枝町奥廻間1201-10
横浜事業所
神奈川県横浜市港北区新横浜3-19-1 LIVMOライジングビル5F
大阪営業所
大阪府大阪市北区梅田1-2-2-1100 大阪駅前第2ビル11F
福岡営業所
福岡県福岡市中央区天神1-15-5 天神明治通りビル708
光デバイス開発部
愛知県長久手市立花2888-1
物流センター
愛知県名古屋市守山区上志段味寺山1200

## 関連会社
製造会社
- カナレハーネス株式会社
- カナレシステムワークス株式会社
- カナレコネクティッドプロダクツ株式会社
- Canare Electric ( Shanghai ) Co., Ltd.

販売会社
- Canare Corporation of America
- Canare Corporation of Korea
- Canare Corporation of Taiwan
- Canare Electric Corporation of Tianjin
- Canare Singapore Private Ltd.
- Canare Electric India Private Ltd.
- Canare Europe GmbH
- Canare Middle East FZCO

## ギャラリー

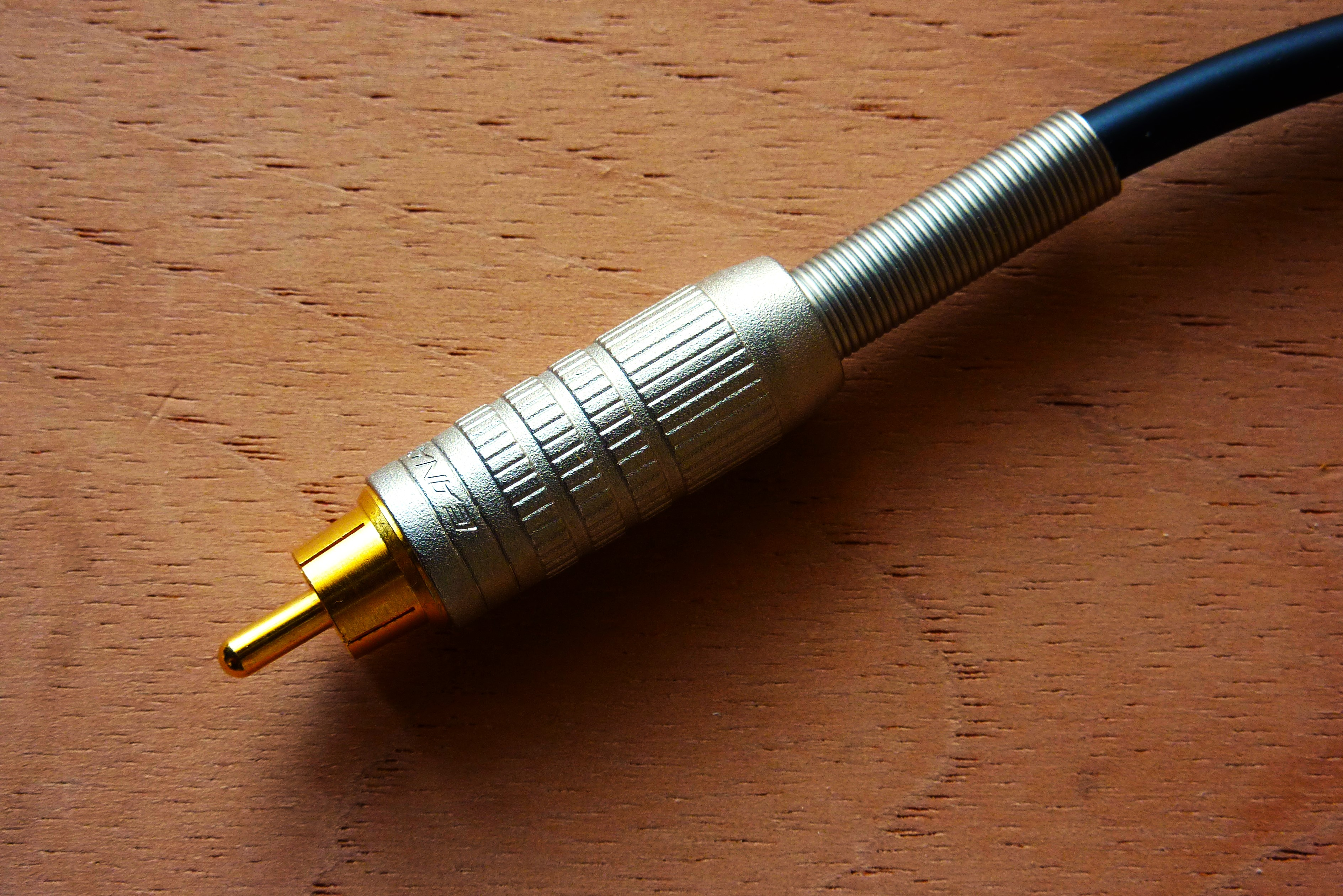
F-10（ピンプラグ）
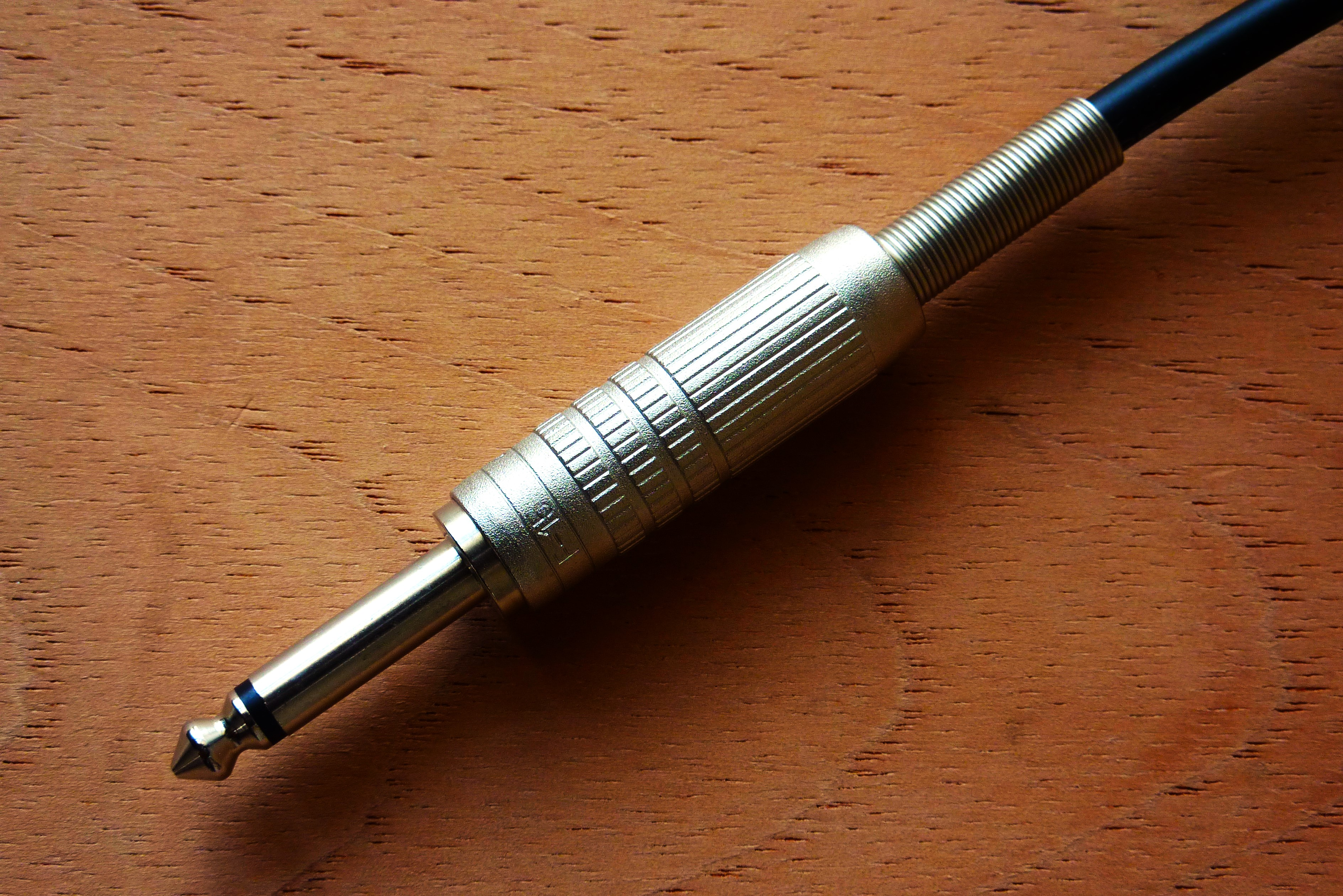
F-15（2極フォーンプラグ）
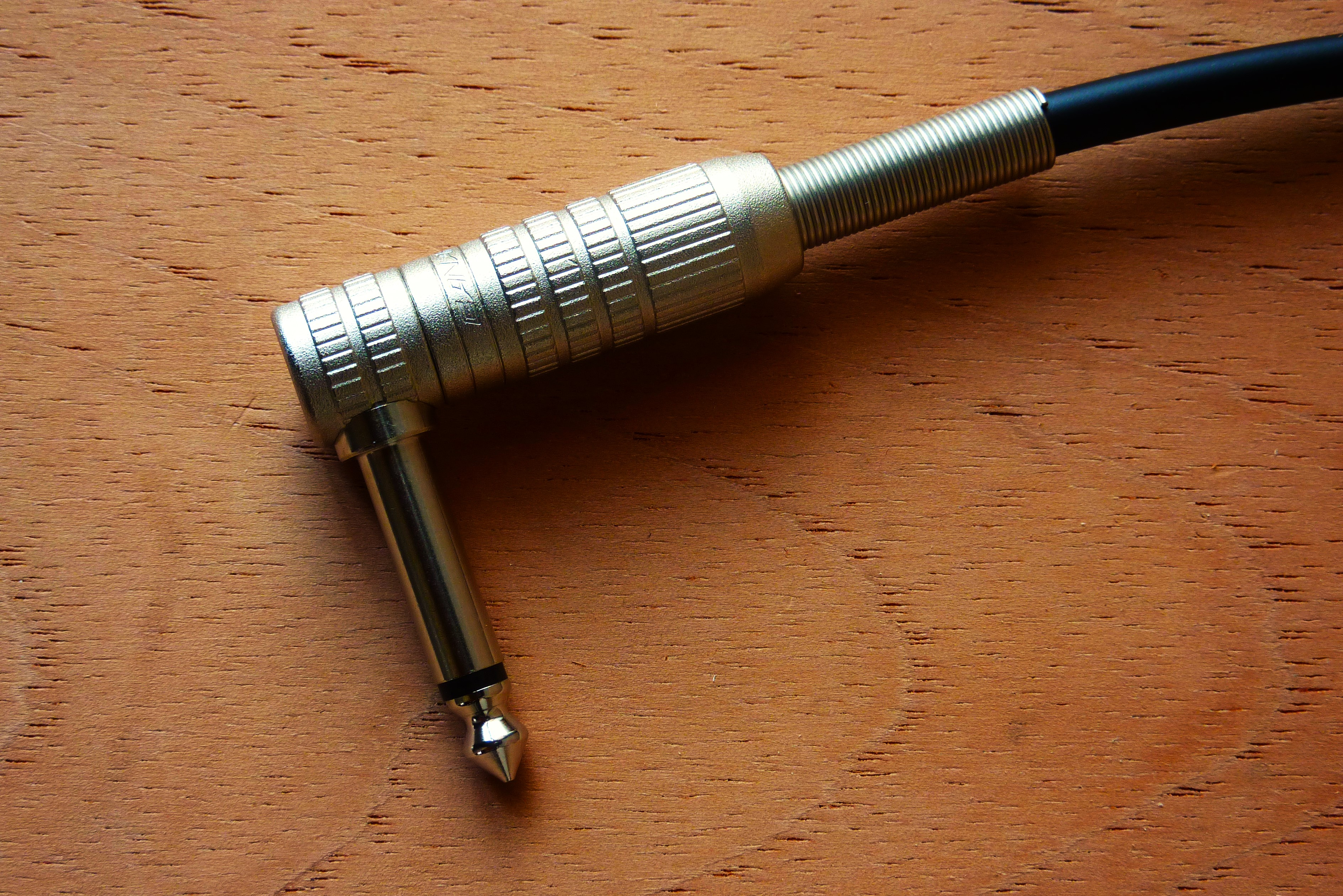
F-15L（L型2極フォーンプラグ）